# Bobby Burns
Pour les articles homonymes, voir Burns.
Bobby Burns est un acteur et réalisateur du cinéma américain né Robert Paul Burns à Philadelphie, en Pennsylvanie, le 1er septembre 1878, et mort à Los Angeles, en Californie, le 16 janvier 1966.

## Filmographie partielle
- 1908 : The Fighting Parson de Otis Turner (CM) : (comme Robert P. Burns)
- 1914 : Snowball Pete (CM) : Jabs (as Robert Burns)
- 1914 : Sadder But Wiser (CM) : Jabs (as Robert Burns)
- 1914 : Collecting the Rent (CM) : Jabs (as Robert Burns)
- 1914 : I Should Worry (CM) : Jabs (as Robert Burns)
- 1914 : At Bay for a Day (CM) : Jabs (as Robert Burns)
- 1914 : Handle with Care (CM) : Jabs (as Robert Burns)
- 1914 : The Busy Man (CM) : Jabs (as Robert Burns)
- 1914 : Such a Business (CM) : Jabs (as Robert Burns)
- 1914 : A Hasty Exit (CM) : Jabs (as Robert Burns)
- 1914 : The Wagon of Death (CM) :
- 1914 : The Availing Prayer (CM) : (as Robert Burns)
- 1915 : Naissance d'une nation (The Birth of A Nation) de D. W. Griffith : Klan Leader (non crédité)
- 1915 : Pokes and Jabs (CM) : Jabs
- 1915 : The Tangles of Pokes and Jabs (CM) : Jabs
- 1915 : Two for a Quarter (CM) : Jabs
- 1915 : The Midnight Prowlers (CM) : Jabbs
- 1915 : Pressing Business (CM) : Jabbs
- 1915 : Love, Pepper and Sweets (CM) : Jabbs
- 1915 : Strangled Harmony (CM) : Jabbs
- 1915 : Speed Kings (CM) : Jabbs
- 1915 : Mixed and Fixed (CM) : Jabbs
- 1915 : Ups and Downs (CM) : Jabbs
- 1916 : This Way Out (en) (CM) : Jabbs
- 1916 : Chickens (CM) : Jabbs
- 1916 : Frenzied Finance (CM) : Jabbs
- 1916 : Busted Hearts (CM) : Jabbs
- 1916 : The High Sign (CM) : Jabbs
- 1916 : Hired and Fired (CM) : Jabbs
- 1916 : The Raid (CM) : Jabbs
- 1916 : Help! Help! (CM) : Jabbs
- 1916 : Comrades (CM) : Jabbs
- 1916 : The Man Hunters (CM) : Jabbs
- 1916 : Tangled Ties (CM) : Jabbs
- 1916 : The Frame-Up (CM) : Jabbs
- 1916 : Reckless Romeos (CM) : Jabbs
- 1916 : Before the Show (CM) : Jabbs
- 1917 : Play Ball (CM) : Jabbs
- 1919 : Starting Out in Life (CM) :
- 1920 : Ball Bearing, But Hard Running (CM) :
- 1921 : The Brown Derby (CM) :
- 1921 : Dry Water (CM) :
- 1922 : Strikes to Spare (CM) :
- 1924 : A Deep Sea Panic (CM) : The Cook
- 1925 : Beware (CM) : (as Robert Burns)
- 1926 : Teacher, Teacher (CM) : The Principal
- 1927 : Scared Silly (CM) :
- 1928 : Three Tough Onions (CM) de Jules White : The Minister (non crédité)
- 1928 : Mary Lou de Friedrich Zelnik : Bobby
- 1929 : Mon cœur est un jazz band de Friedrich Zelnik
- 1929 : Fox Movietone Follies of 1929 de David Butler
- 1929 : Lazy Days (en) de Robert F. McGowan (CM) :
- 1930 : En dessous de zéro (Below Zero) de James Parrott (CM) : 'Blind' Man/Deadbeat Diner (non crédité)
- 1930 : La Maison de la peur (The Laurel-Hardy Murder Case) de James Parrott (CM) : : Nervous Relative at Window (non crédité)
- 1930 : Drôles de locataires (Another Fine Mess) de James Parrott (CM) : Bicyclist (non crédité)
- 1931 : The College Vamp de William Beaudine (CM) : Professor (non crédité)
- 1931 : Sous les verrous (Pardon Us / Los presidiarios) de James Parrott : Dental patient (non crédité)
- 1932 : Aidons-nous ! (Helpmates) de James Parrott (CM) : Neighbor (non crédité)
- 1932 : Stan boxeur (Any Old Port!) de James W. Horne (CM) : Justice of the Peace (non crédité)
- 1932 : Prenez garde au lion (The Chimp) de James Parrott (CM) : Tenant (non crédité)
- 1932 : Le Treizième invité (The Thirteenth Guest) d'Albert Ray : Photographer (non crédité)
- 1932 : Mr. Bride de James Parrott (CM) : : Bass Fiddle Player (non crédité)
- 1934 : Les Joyeux Compères (Them Thar Hills) de Charley Rogers  (CM) : Officer (non crédité)
- 1934 : Un jour une bergère (Babes in Toyland) de Gus Meins et Charley Rogers : Townsman (non crédité)
- 1935 : Diamond Jim d'A. Edward Sutherland : Waiter (non crédité)
- 1936 : En vadrouille (On the Wrong Trek) d'Harold Law (CM) : figuration (non crédité)
- 1936 : Reefer Madness de Louis Gasnier (non crédité)
- 1939 : Stanley et Livingstone (Stanley and Livingstone) de Henry King et Otto Brower : Geographical Society Delegate (non crédité)
- 1943 : Laurel et Hardy chefs d'îlot (Air Raid Wardens) d'Edward Sedgwick : Townsman in Gymnasium (non crédité)
- 1943 : Vivre libre (This Land Is Mine) de Jean Renoir : Courtroom Spectator (non crédité)
- 1945 : Le Lys de Brooklyn (A Tree Grows in Brooklyn) d'Elia Kazan: Library Patron (non crédité)
- 1945 : Le Récupérateur de cadavres (The Body Snatcher) de Robert Wise : Mourner (non crédité)
- 1946 : Sister Kenny de Dudley Nichols : Parent at Clinic (non crédité)
- 1948 : La Fosse aux serpents (The Snake Pit) d'Anatole Litvak : Inmate at Dance Social (non crédité)
- 1952 : Sous le plus grand chapiteau du monde (The Greatest Show on Earth) de Cecil B. DeMille : Spectateur (non crédité)